# Danza popolare

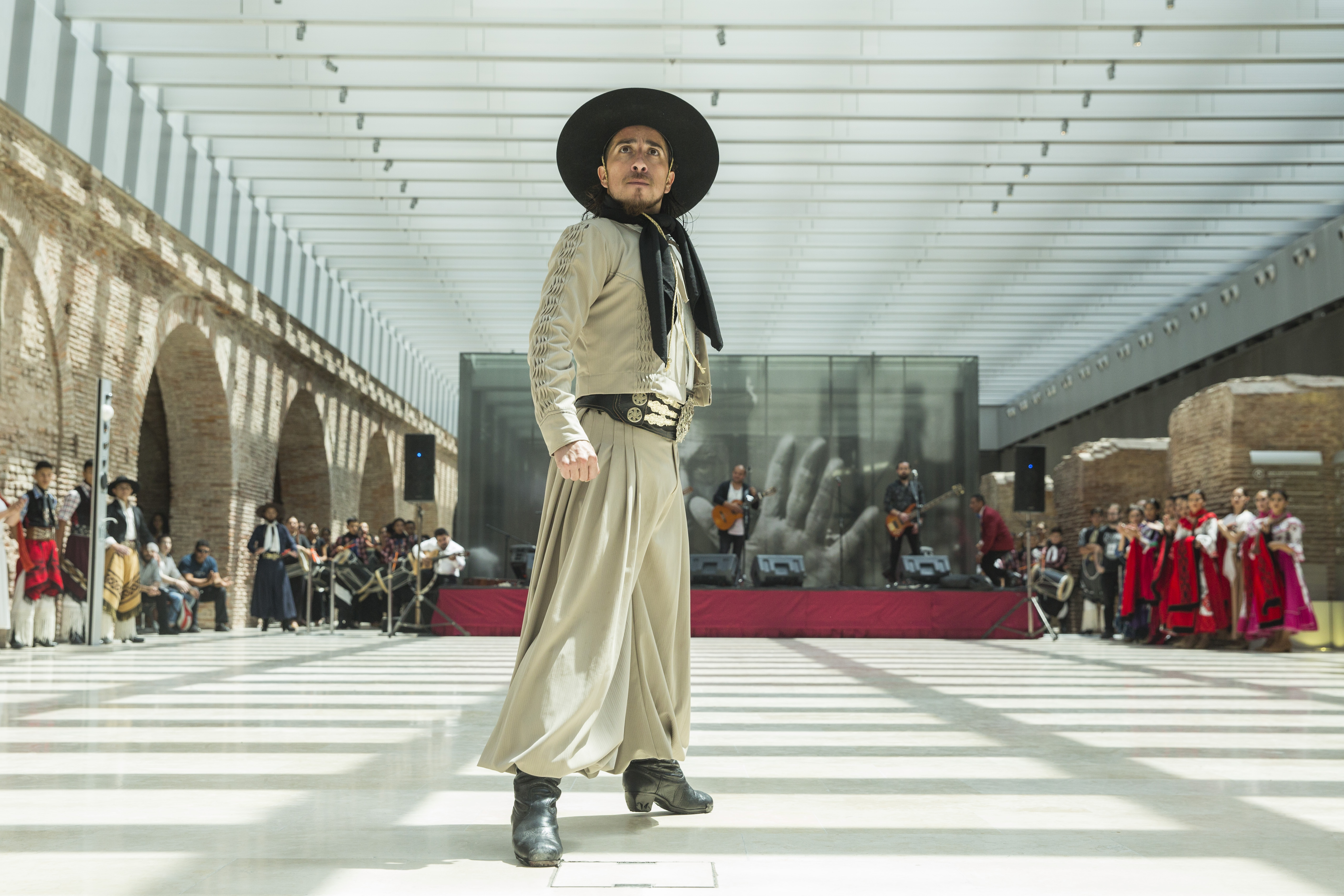
Malambo, danza popolare argentina

La danza popolare o tradizionale è una danza appartenente al popolo, creata ed eseguita dal popolo, a differenza della danza folcloristica o folk che ha le sue origini nella danza popolare, ma non è più eseguita dal popolo bensì da gruppi specializzati o gruppi amanti delle tradizioni. Brevemente possiamo dire che la danza popolare si può vedere e fare ogni giorno, la danza folk necessita di uno studio.
Generalmente la danza popolare è legata ai momenti di vita della comunità e viene danzata da ballerini spesso non professionisti, ma attenti studiosi delle tradizioni specifiche delle loro zone di provenienza. Dove è morta, la tradizione rimane come manifestazione folcloristica. Le danze popolari vengono accompagnate da strumenti musicali tradizionali tipici delle aree di appartenenza. 

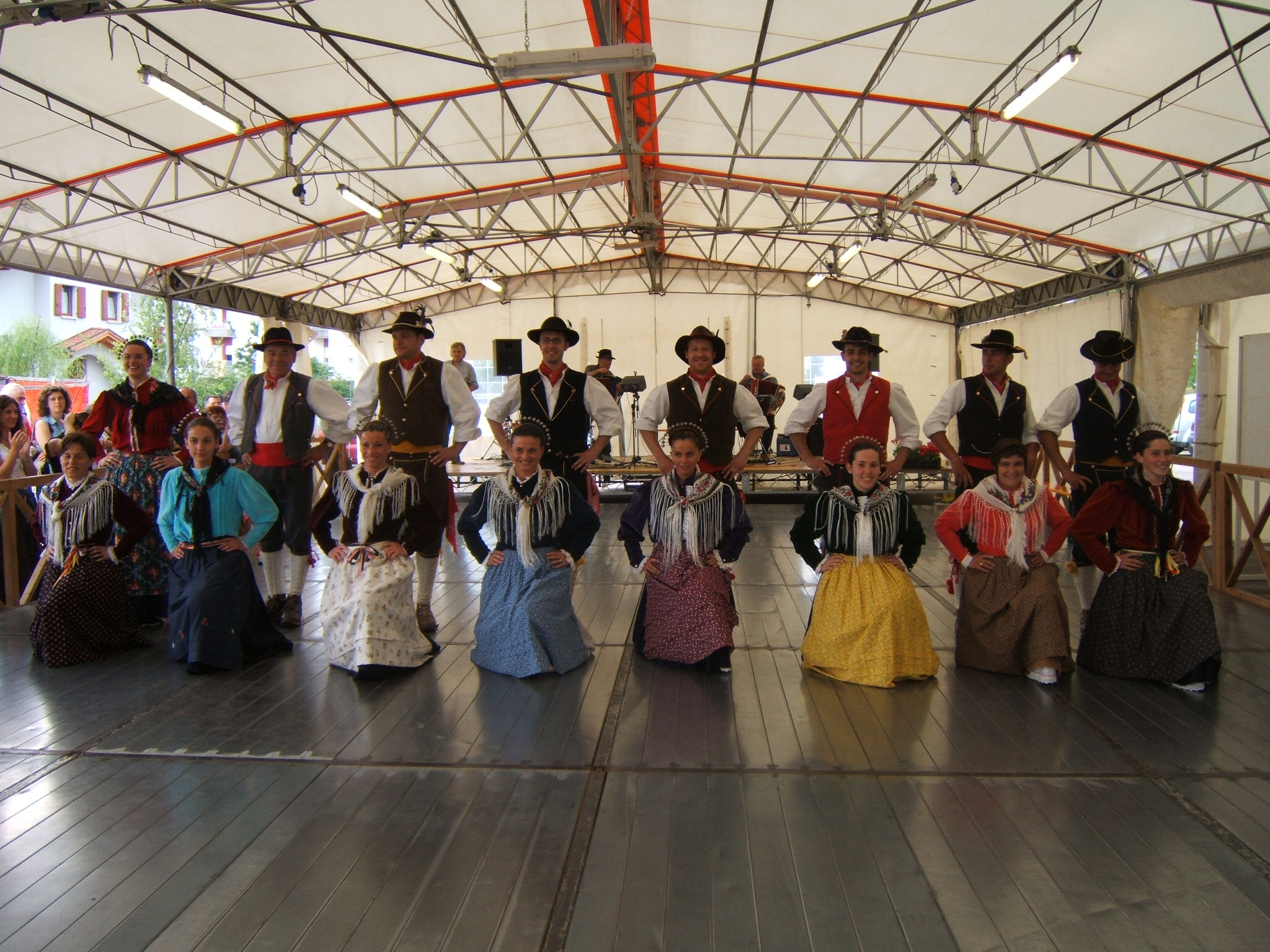
Gruppo folk Nevegal di Castion di Belluno

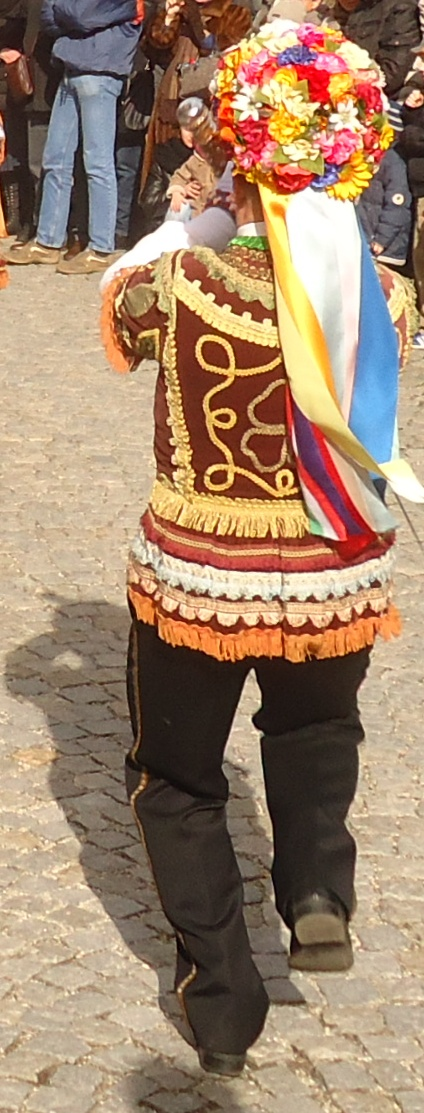
Uno dei quattro spadonari di Venaus in Valle di Susa durante la danza delle spade

Ogni paese del mondo ha le proprie danze: tra le altre ricordiamo le danze bulgare, francesi, basche, croate,  russe, serbe, rumene, palestinesi, ungheresi, spagnole, greche, ecc.

## Geografia
In Italia esistono aree culturali in cui le danze tradizionali sono ancora oggi vive e praticate da gruppi folkloristici e a volte anche dalla comunità:
- nord Italia:
  - balli delle Quattro Province (Genova, Piacenza, Alessandria, Pavia) come la Monferrina, la Piana o la Giga a due.
  - Le danze del rito carnevalesco della Lachera di Rocca Grimalda in Provincia di Alessandria.
  - Le danze delle zone collinari del Basso Piemonte (Langhe, Roero, Monferrato) come lo sbrando, la monferrina, la corenta, il corenton, la burea.
  - balli delle valli occitane
  - Danza delle spade "Bal do Sabre" di Bagnasco (CN).
  - Danza della spade "Bal del Sabre" di Castelletto Stura (CN)
  - Danza delle spade "Bal da Sabre" di Fenestrelle (TO).
  - Ballo della Puento a Chiomonte in Valle di Susa (TO) in occasione della festa patronale di San Sebastiano (gennaio).
  - Ballo dell'Orso a Mompantero in Valle di Susa (TO) in occasione della festa patronale di S. Orso nella frazione Urbiano (gennaio)
  - Danza delle spade degli "Spadonari" di Giaglione in Valle di Susa  (TO) in occasione della festa patronale di San Vincenzo di Saragozza (gennaio).
  - Danza delle spade degli "Spadonari" di Venaus in Valle di Susa (TO) in occasione della festa patronale dei Santi Biagio e Agata (febbraio), replicata in occasione della festa della Madonna delle Nevi nella frazione Bar Cenisio (domenica più vicina al 5 agosto).
  - Danza delle spade degli  "Spadonari" riconvertita in manifestazione folkloristica detta Soppressione del feudatario di San Giorio di Susa in Valle di Susa (TO) in occasione della festa patronale di S. Giorgio (aprile).
  - balli staccati della valle del Savena
  - balli staccati delle valli del Santerno e Sillaro
  - balli staccati della Romagna
  - balli della val Resia (es. la sclava di origine slava o più probabilmente russa)
  - balli dell'alto Veneto delle zone di Possagno, Valbelluna, Alpago, Comelico e conca Ampezzana (es. bassanello, valzer, scottish, manfrine, controdanze, quadriglie, pairische, polke, schiraciule maraciule nella zona del Friuli, kreuz polke ecc.).
  - balli tirolesi.
- centro Italia
  - saltarello (in Abruzzo Saltarella)
  - trescone
- sud Italia e isole
  - pizzica
  - Pizzica di miscio
  - tarantella
  - Sfessania[1]
  - Spallata molisana[2]
  - Spallata di Schiavi d'Abruzzo (simile alla spallata molisana)
  - Spallata campana[3]
  - quadriglia
  - tammuriata
  - Danze di spade[4]
  - Intrezzata campana[5]
  - balli sardi
- estero
  - Horo (Bulgaria)
  - Ciarda (Ungheria)
  - Dabka (Medio Oriente)
  - Huayno (Sud America)
  - Abagos (Ecuador)
  - Liavonica (Bielorussia)